# Kuala Selangor
Kuala Selangor ist eine Stadt und ein Distrikt in Malaysia, im Bundesstaat Selangor. Die Einwohnerzahl des Distrikts beträgt 281.753 (Stand: 2020). 2010 lebten im gesamten Distrikt Kuala Selangor 209.590 Einwohner.

## Lage
Die Stadt Kuala Selangor liegt an der Mündung des Flusses Selangor, wo dieser in die Straße von Malakka mündet. Sie liegt 55 km nordwestlich des Stadtzentrums von Kuala Lumpur und 42 km nordwestlich von Shah Alam, der Hauptstadt von Selangor.
Die Stadt Kuala Selangor ist die größte Stadt der zusammenhängenden Region Kuala Selangor, die auch die angrenzenden Städte Tanjung Karang, Ijok, Puncak Alam, Bestari Jaya und Jeram umfasst.

## Geschichte
Kuala Selangor war die Hauptstadt des Sultanats von Selangor während seiner frühen Jahre im 18. Jahrhundert. Sie wurde später nach Kuala Langat und dann im 19. Jahrhundert nach Klang verlegt.

## Sehenswürdigkeiten
Zu den Sehenswürdigkeiten gehört der Kampung Kuantan Fireflies Park, in dem Glühwürmchen beobachtet werden können. Daneben gibt es den 1987 eröffneten Kuala Selangor Nature Park.

## Persönlichkeiten
- Syahmi Safari (* 1998), Fußballspieler